# Einadia nutans
Einadia nutans är en amarantväxtart som först beskrevs av Robert Brown, och fick sitt nu gällande namn av Andrew John Scott. Einadia nutans ingår i släktet Einadia och familjen amarantväxter. Utöver nominatformen finns också underarten E. n. linifolia.